# Pimentelia
Pimentelia is een geslacht van kevers uit de familie bladkevers (Chrysomelidae).
De wetenschappelijke naam van het geslacht werd in 1939 gepubliceerd door Laboissiere.

## Soorten
- Pimentelia hertigi Laboissiere, 1931
- Pimentelia kuanduensis Labossiere, 1939
- Pimentelia ochracea Laboissiere, 1939
- Pimentelia ochracea Laboissiere, 1939